# 也门危机
也门危机是指也門境內始於2011年的一系列危機。2011年葉門反政府示威爆發，示威者要求也門總統阿里·阿卜杜拉·萨利赫下台。  2012年初，也门政府与反对派团体达成调解协议，萨利赫將卸任，萨利赫時期的副总统阿卜杜拉布·曼苏尔·哈迪出任總統。與此同時也門境內還有阿拉伯半島基地組織和胡塞运动等反政府武裝。 
2014年9月，也门胡塞叛乱演变为葉門内戰，胡塞武装攻入首都萨那。
之後胡塞武装解散眾議院，并成立了一个由胡塞领导人阿卜杜勒-马立克·胡塞领导的临时革命委员会。 阿卜杜拉布·曼苏尔·哈迪逃到亞丁，並宣布自己仍然是也门的合法总统，亞丁為该国的临时首都。
2015年3月27日，哈迪逃离亚丁，随后抵达沙特阿拉伯首都利雅得，沙特当局又对也门發動空袭。 2017年，南方過渡委員會也開始脫離哈迪政府。 